# Darling (1965)
Darling ist ein britischer Liebesfilm aus dem Jahr 1965.

## Handlung
Robert Gold arbeitet als Dokumentarfilmer für das britische Fernsehen. Diana Scott ist ein Model. Sie lernen sich auf der Straße kennen, als Robert sie für ein Fernsehprogramm interviewt, das die Einstellung junger Leute zu den bürgerlichen Konventionen aufzeigen soll. Beide sind zwar fest liiert, dennoch beginnen sie eine Beziehung. Robert verlässt seine Frau und Kinder und sie ziehen in eine gemeinsame Wohnung. Schnell sind sie ein attraktives Paar der Kunstszene des Swinging London.
Diana ist eifersüchtig, wenn Robert seine Frau sieht, während er seine Kinder besucht. Sie fängt nebenbei eine Affäre mit Miles Brand an, der der Chef einer Firma ist, für die Diana als Model arbeitet. Der introvertierte Robert wird daraufhin eifersüchtig, zieht sich deshalb stärker und stärker zurück. Diana dagegen stürzt sich in das schnelle Leben Londons. Als sie schwanger wird, treibt sie ab und zieht mit Miles nach Paris, wo das Partyleben noch ausgelassener wird. Für Robert ist dies die endgültige Trennung von Diana.
Für eine weitere Werbekampagne für Miles’ Firma kommt Diana nach Rom, wo sie den reichen, adeligen Witwer Cesare und dessen Sohn kennenlernt. Dort flirtet sie mit der Religion, was aber auch eher einer Laune zu entspringen scheint. Wieder zurück in London, wird sie des Lebens der dortigen Szene schnell überdrüssig. Spontan fliegt sie nach Rom und heiratet Cesare. Die Ehe entwickelt sich allerdings schriller, als Diana es erwartet hat, da Cesare sie offenbar betrügt. Sie flieht zurück nach London und trifft sich mit Robert, der ihr die Chance eröffnet, wieder zu ihm zurückzukehren. Nach einer Liebesnacht erklärt er ihr jedoch, dass dies nur aus Rache geschah. Er kauft ihr ein Flugticket nach Rom und schiebt sie ab. Am Flughafen wird sie von einer Meute Pressefotografen gejagt, die sie als prominente italienische Prinzessin in einen Prominentenstatus erhoben haben. Diana checkt ein und verlässt London.

## Hintergrund
Der Film wirkt zunächst wie eine Fortsetzung Schlesingers vorhergehenden Filmes Geliebter Spinner, in dem Julie Christie am Ende des Films die nordenglische Kleinstadt in Richtung London verlässt, um ein neues, aufregenderes Leben zu beginnen. Anders jedoch als die Filme zu Beginn des British New Wave sind die Helden dieses Films dem Arbeitermilieu entwachsen und streben zu neuen Ufern. So wirkt der Film dann eher wie eine Zerstörung der Träume der Helden aus vergangenen Filmen Anfang der 1960er Jahre.

## Kritiken
„Formal beachtlicher, in der Darstellung des karrieresüchtigen Luders durch Julie Christie faszinierender Film, der in seiner kritischen Tendenz aber unklar bleibt.“

„Ambitioniert gestalteter, aber in der angestrebten kritischen Tendenz nicht restlos klarer Film Schlesingers. Obwohl man ihm keine spekulativen Absichten unterstellen darf, halten wir ihn selbst für reifere Erwachsene nur bedingt für empfehlenswert.“

## Auszeichnungen
Nachdem sich Schlesinger bereits einen guten Namen mit seinen ersten beiden Filmen gemacht hatte, war Darling dann der bisher größte Erfolg. Er lief zwar nicht wie die ersten Filme in den Wettbewerben der großen Festivals, dafür gewann er jedoch eine Reihe wichtiger Filmpreise.
Der Film erhielt 1966 drei Oscars in den Kategorien „Beste Hauptdarstellerin“ (Julie Christie), „Beste Kostüme (Schwarz-Weiß)“ und „Bestes Originaldrehbuch“. Bei den Golden Globe Awards hatte er bereits die Auszeichnung „Bester englischsprachiger ausländischer Film“ erhalten. In Großbritannien wurden Julie Christie und Dirk Bogarde mit dem British Film Academy Award als „beste britische Darsteller“ ausgezeichnet. Außerdem gab es diesen Preis für das „beste britische Drehbuch“ und das „beste Szenenbild“.
Das British Film Institute wählte Darling im Jahr 1999 auf Platz 83 der besten britischen Filme aller Zeiten.